# Sébastien Vieilledent
Sébastien Vieilledent (Cannes, 26 agosto 1976) è un canottiere francese.

## Biografia
Ha rappresentato la Francia a tre edizioni consecutive dei Giochi olimpici estivi: Atlanta 1996, Sydney 2000 e Atene 2004, vincendo l'oro in quest'ultima edizione nel due di coppia, con Adrien Hardy.
È stato campione iridato nel due di coppia ai mondiali di Milano 2003.

## Palmarès
- Giochi olimpici

Atene 2004: oro nel due di coppia.
- Mondiali

Monaco di Baviera 1994: oro nel due di coppia junior.
Lucerna 2001: argento nel due di coppia.
Milano 2003: oro nel due di coppia.